# Manfred Pechau
Manfred Karl Friedrich Pechau (* 23. Dezember 1909 in Halle (Saale); † 18. März 1950 in München) war ein promovierter Germanist, der im nationalsozialistischen Deutschen Reich als SS-Sturmbannführer Leiter der Abteilung „Politischer Katholizismus“ im Amt Rosenberg wurde. Er arbeitete im Referat I B 3 (Aus- und Fortbildung, Sonderschulung) des Reichssicherheitshauptamtes (RSHA) mit und war Führer der Einsatzkommandos 1b und 2 sowie Mitarbeiter von Otto Skorzeny in der Amtsgruppe VI S des RSHA.

## Leben

### Herkunft und Studium
Pechau erhielt seine Erziehung und Schulbildung in den Franckeschen Anstalten in Halle. Ab 1929 studierte er Germanistik in Greifswald, Leipzig und Innsbruck; in Greifswald schließlich noch Geschichte, Philosophie und Leibesübungen.
Bereits am 15. November 1931 trat er in die SA und zum 1. Mai 1932 in die NSDAP ein (Mitgliedsnummer 1.159.621). Mitglied des Nationalsozialistischen Deutschen Studentenbundes in Greifswald war er schon ab 1930.
Nach einer Schriftleiterausbildung in der Greifswalder Parteizentrale der NSDAP betätigte er sich als Journalist sowie als Gründer von nationalsozialistischen Gruppen und als politischer Agitator. 1933 wurde er Schriftleiter der Universitätszeitung und 1934 Führer der Greifswalder Studentenschaft sowie Gaustudentenführer von Pommern.
An der Bücherverbrennung 1933 in Greifswald war Pechau als Organisator beteiligt. Für die SA betätigte er sich als Pressereferent.
1935 promovierte Pechau in Greifswald zum Dr. phil. mit einer Dissertation zum Thema „Nationalsozialismus und deutsche Sprache“. Sein Doktorvater war der Germanist Wolfgang Stammler. Zu den Themen „Juden und Rasse“ äußert sich Pechau in seiner Doktorarbeit mit drastischen Begriffen:

„Die Vermischung mit dieser Rasse [gemeint sind die Juden] geißelt der Nationalsozialismus als ‚blutsverräterisch’ und ‚Blutvergiftung’, deren Folge die Entstehung von ‚pseudohebräischen Mestizen’ ist. Für den Fall einer weiteren Mischung der europäischen Völker mit dem ‚Hebräergesindel’ würde ein Rückgang dieser Völker zu niederrassigen Mischlingen... den Abschluß der glorreichen Geschichte der nordischen Völker bilden.“

Als hauptamtlicher Mitarbeiter im Erziehungsamt der NSDAP trat er besonders als Denunziant jüdischer Schriftsteller wie Heinrich Heine, Franz Werfel, Arnold Zweig, Jakob Wassermann u. a. hervor.
Das 1. Staatsexamen legte Pechau 1936 in Germanistik, Geschichte und Leibesübungen ab. Im Oktober 1937 folgte das 2. Staatsexamen. Zugleich beantragte er am 24. Juni 1937 seine Habilitation. Er war beim Nationalsozialistischen Lehrerbund tätig und wurde im Oktober 1937 Leiter des Amtes „Wissenschaft“ in der Reichsstudentenführung in Berlin. Schon vor dieser Zeit war er auch ehrenamtlicher Mitarbeiter beim Sicherheitsdienst der SS (SD) und informierte das Wissenschaftsministerium über interne Streitigkeiten an der Universität Greifswald.

### Amt Rosenberg
Im April 1938 wechselte Pechau zur Dienststelle des „Beauftragten des Führers für die Überwachung der gesamten geistigen und weltanschaulichen Schulung und Erziehung“ (Amt Rosenberg), wo er die Abteilung „Politischer Katholizismus“ bis November 1939 leitete.

### Reichssicherheitshauptamt
Ab Mai 1940 wurde Pechau nach seinem Schulreferendariat hauptamtlicher Schulungsreferent beim Inspekteur der Sicherheitspolizei und des SD (IdS). Schließlich kam er ins Referat I B 3 (Aus- und Fortbildung, Sonderschulung) des Reichssicherheitshauptamtes und war dort Mitarbeiter von dessen Leiter Martin Sandberger. Gleichzeitig war er offensichtlich auch als Lehrer an der Führerschule der Sicherheitspolizei in Berlin-Charlottenburg tätig.

### Sowjetunion
Pechau meldete sich im Januar 1941 freiwillig zum Dienst in einer Nachrichten-Ersatz-Abteilung in Nürnberg. Für die im geplanten Krieg gegen die Sowjetunion vorgesehenen Einsatzgruppen der Sicherheitspolizei und des SD wurde er jedoch für deren Führungspersonal rekrutiert und wie das gesamte Einsatzgruppenpersonal im Frühjahr 1941 in Pretzsch an der Elbe auf seine Tätigkeit vorbereitet. Vom 22. Juli bis 16. August 1942 operierte Pechau gemäß dem Kriegstagebuch des Ia der 281. Sicherungs-Division  als Führer eines SD-Sonderkommandos im Bereich der Feldkommandantur 247 der 281. Sicherungs-Division und war dabei an Einsätzen gegen Partisanen beteiligt. Am 1. September 1942 zum SS-Sturmbannführer befördert, kam Pechau jedoch erst ab Oktober 1942 als Leiter des Einsatzkommandos (EK) 1b als Nachfolger von Hermann Hubig im Verband der Einsatzgruppe A zum Einsatz. Mit der Verlegung der Hauptabteilung Nord des Unternehmens Zeppelin nach Riga wurde dort Pechau mit der Aufstellung einer getarnten Schule namens Taubenschlag beauftragt und er organisierte dort die Aufstellung von prodeutschen Partisanengruppen. Anschließend übernahm er das EK 2 von Rudolf Lange. Zusätzlich war er als Ausbilder dem Unternehmen Zeppelin zugeordnet.
Vermutlich war Pechau zumindest in der Endphase auch am Unternehmen „Sumpffieber“ beteiligt. Dabei handelte es sich um eine von Heinrich Himmler am 7. August 1942 angeordnete Operation zur Säuberung der Sümpfe um Loknja südlich von Leningrad von Partisanen durch Einheiten der Einsatzgruppen der Sicherheitspolizei und des SD, der Wehrmacht, Waffen-SS, Polizei und einheimischen Schutzmannschaften in der Zeit vom 21. August bis 21. September 1942. Kennzeichnend für diese und vergleichbare Aktionen, die vorzugsweise mit den Namen deutscher Städte bezeichnet wurden, waren die auffallend hohen Zahlen getöteter Juden. Diese Unternehmen waren daher mehr als Massentötungen von Juden anzusehen, als erfolgreiche Bekämpfung der Partisanen bzw. der Banden, wie diese nach einem Sonderbefehl Himmlers vom 31. Juli 1942 genannt wurden. Dies zeigt sich exemplarisch am Abschlussbericht vom 6. November 1942 über das Unternehmen „Sumpffieber“, nach dem das eigentliche Ziel mit der geringsten „Erfolgsquote“ aufgeführt ist:
„...
- 389 bewaffnete Banditen im Kampf erschossen
- 1247 Verdächtige abgeurteilt und erschossen
- 8350 Juden exekutiert.“

### Zurück im Reich bzw. Nachkriegszeit
Nach seinem Osteinsatz wurde Pechau 1944 in die Amtsgruppe VI S (Sabotage) des RSHA versetzt. Gruppenleiter war SS-Obersturmbannführer Otto Skorzeny.
Am 18. März 1950 verübte Pechau Suizid.

## Schriften
- Nationalsozialismus und deutsche Sprache. Diss. Greifswald 1935.